# Earth (1998)
Earth (prt: Terra; bra: 1947: Terra), ou 1947: Earth, é um filme canado-indiano de 1998 realizado por Deepa Mehta, que relata a divisão entre a Índia e o Paquistão e as consequências humanas dessa separação. O filme é a segunda parte da trilogia que inclui os filmes Fire (1996) e Water (2005).
A trilogia trouxe à realizadora indiana o reconhecimento internacional, consagrando-a em todo o mundo como uma referência do cinema de autor. Terra, foi nomeado para três prémios Gemini e baseia-se num romance semi-autobiográfico da escritora paquistanesa Bapsi Sidhwa, Cracking India. O filme na Índia foi intitulado 1947: Earth.

## Sinopse
Lenny (Maia Sethna) é filha de uma abastada família parse. Alguns minutos depois do início do filme ela deixa cair um prato, que se parte em pedaços. Pensativa, ela pergunta à mãe, «Será possível fracturar um país?»
A ama de Lenny é Shanta (Nandita Das), uma amável jovem hindu. Shanta é amiga de todos os outros empregados da família parse (o cozinheiro, o guarda do zoo, o jardineiro e o massagista). Eles eram uma mistura de hindus, muçulmanos e sikhs e reflectiam a sociedade indiana dessa altura. Vão regularmente ao parque local para falar e comer juntos. Lenny (ou Lenny-baby como os outros a chamam) aprecia realmente os piqueniques multiculturais. Dil Navaz, chamado Ice Candy Man (Aamir Khan), é um muçulmano e o favorito de Lenny e fica cada vez mais apaixonado por Shanta. Mas ele não é o único. Hassan (Rahul Khanna), o massagista e também muçulmano, tem o mesmo dilema.
Esses bons tempos não irão durar. À medida que a situação política se intensifica e a sociedade é atormentada com a violência entre grupos étnicos, crescem as tensões dentro desse círculo de amigos, até que uma série de incidentes desencadeia um inferno de ódio e vingança.

## Elenco
- Aamir Khan - Dil Navaz, the Ice Candy Man
- Nandita Das - Shanta, the Ayah
- Rahul Khanna - Hassan, the Masseur
- Maia Sethna - Lenny Sethna
- Shabana Azmi - voice of older Lenny
- Kitu Gidwani - Bunty Sethna
- Arif Zakaria - Rustom Sethna
- Kulbhushan Kharbanda - Imam Din
- Rajendra Kumar - Refugee Police
- Pavan Malhotra - Butcher